# Saperda balsamifera
Saperda balsamifera är en skalbaggsart som beskrevs av Victor Ivanovitsch Motschulsky 1860. Saperda balsamifera ingår i släktet Saperda och familjen långhorningar. Inga underarter finns listade i Catalogue of Life.